# Chiesa di Sant'Ambrogio (Settala)
La chiesa prepositurale di Sant'Ambrogio è la parrocchiale di Settala, in città metropolitana ed arcidiocesi di Milano; fa parte del decanato di Melzo.

## Storia
La pieve di Settala è attestata per la prima volta nel XII secolo. Si sa che nel Trecento le parrocchie facenti parte del vicariato di Settala erano 4, passate a 3 nel Cinquecento e nuovamente a 4 nel Seicento. Nel 1621 venne costruita l'attuale parrocchiale, ampliata poi nel 1716 per interessamento del prevosto Giuseppe Maria Bosoni. Il 10 luglio 1969 il vicariato foraneo di Settala fu soppresso e le parrocchie che lo componevano vennero aggegate a quello di Melzo, divenuto nel 1972 decanato. La chiesa fu ristrutturata nel 1994 e nel 2000.